# しのびごと
『しのびごと』は、原作：たけぐし一本、作画：みたらし三大による日本の漫画。『週刊少年ジャンプ』（集英社）において、2024年42号から連載中。原作：たけぐし、作画：みたらしのタッグによる連載は『アメノフル』以来3年振り。

## 沿革
2024年9月2日、『週刊少年ジャンプ』2024年40号にて、本作も含む3号連続新連載を発表した。同年9月17日、連載開始。合わせて本作のPVが公開された。
同年12月7日・8日、ボイスコミックを公開。
2025年1月4日、第1巻を発売。帯には麻生周一がコメントを寄せている。

## あらすじ
忍者。それは今も存在しており、国家保安を脅かす事案を秘密裏に対処する「公安警察忍部隊（こうあんけいさつしのびぶたい）」として活動していた。そんな忍者の一人であるヨダカは同世代最強と名高い少年だったが、極度の人見知りでコミュニケーション能力が著しく欠けていた。そんなある日、ヨダカはとある任務を受ける。それは、女子高生・向日アオイ（むかいあおい）の護衛だった。利権と資産の中心にいる彼女を狙う裏社会の人間は多く、多額の懸賞金を掛けられているほど。女性と喋ることが大の苦手なヨダカは本来アオイと親しくなるはずではなかったが、なぜかアオイと友人になってしまう。果たしてヨダカは、襲い来る刺客から彼女を守ることができるのか――。

## 登場人物
声はボイスコミックの担当声優。

### 主要人物
ヨダカ
声 - 村瀬歩
本作の主人公。公安警察忍部隊に所属する同世代最強の忍者。男性。168㎝。9月13日生まれ。9号部隊所属。「野月ユウ（のづき ゆう）」という偽名を用いて、アオイの護衛のためにヒバリやウミネコと共に学校に潜入する。極度の人見知りでコミュニケーションが苦手。著しく高い戦闘能力を有するが、シングルタスクであるため戦闘以外に考えなければならないことが増えると途端に弱くなる。基本的に敵に対しては冷淡で容赦がなく、例え相手にどんな理由があっても護衛対象に危害を加えるのであれば容赦なく殺そうとする。当初はアオイと仲良くなるはずではなかったが、なぜかアオイに気に入られてしまう。
向日 アオイ（むかい あおい）
声 - 和氣あず未
ヨダカの護衛対象。女性。165㎝。6月22日生まれ。かなりのドジっ子だが、幼いころから忍者によって作られた人工の「普通」をなんとなく察しているなど聡い面もある。詳細は不明だが、利権と資産の中心におり、裏では懸賞金をかけられているほど。家族を忍者に殺されている。
9号
声 - 紙本瞬
ヨダカを含む9号部隊の担当オペレーター。学園生活にあまり慣れていないヨダカにアドバイスとツッコミをする。ヨダカからは「オペさん」と呼称されている。
ヒバリ
声 - 藍谷早咲
アオイの護衛のために同じ学校に通う忍者。女性。163㎝。2月4日生まれ。9号部隊所属。高校では藤宮カナ（ふじみや カナ）と名乗り、友人役を務めるはずだがあまり上手く行っていない。学校では天真爛漫でかわいらしい性格を演じているが、本性は激しく粗雑で苛烈かつ獰猛な性格。
ウミネコ
声 - 陽向ゆき
アオイの護衛のために同じ学校に通う忍者。男性。186㎝。11月23日生まれ。9号部隊所属。高校では内海タキ（うつみ タキ）と名乗り、恋人役を務めるはずだがあまり上手く行っていない。学校では明るく爽やかな好青年風を演じているが、本性は感情を表に出さず冷静沈着な性格。
スズメ
アオイの護衛のために同じ学校に通う忍者。アオイの部活仲間役を務めるはずだったが、アオイが部活に入らなかったため役割を見失っている。「軟体」という血界を持っている。普段は男装しているが女性。「キュン」が口癖。

### 忍者
ミミズク
アオイの運転手を務める忍者。アオイの前では宇佐美（うさみ）と名乗る。アオイの身元引受人として自宅警護をしている。9号部隊所属ではないが、アオイの護衛のために9号と提携している。

#### 6号部隊
ハヤブサ
6号部隊所属。潜入も戦闘もこなすオールラウンダー。
ムクドリ
6号部隊所属。ウミネコの実の姉。血界を使えない弟を見下した態度を取っているが、本音は幼い頃に父親を失った経験から、血界を使えない弟が苛烈な忍者の世界で命を落とす事を心配した姉としての愛情によるものだった。
シメ
6号部隊所属。
エナガ
6号部隊所属。

### 抜け忍
ツバメ
一年前まで忍部隊に属していた抜け忍。男性。高校では三宅（みやけ）と名乗っていた。アオイをさらうためにヨダカと戦うも敗北した。
ハチクマ
ツバメの上司の抜け忍。糸を使って戦う。過剰なものぐさで、面倒なものや煩わしいものはすぐに捨てる性格。
トビ
刀使いの抜け忍。強者しかしない言い回しを好む。耳に関する血界を持っている模様。
バン
毒使いの抜け忍。常に般若の面を被っており、一見すると怖いが性格そのものは温厚。香りを気にするために柔軟剤を使用している。毒を体から分泌する「毒身」という血界を持っている。
カワセミ
斧使いの抜け忍。関西弁を用い、軽薄な印象を受ける。アオイの兄を名乗る。

## 用語
公安警察忍部隊（こうあんけいさつしのびぶたい）
国家保安を脅かす事案を秘密裏に対処する忍者のこと。誰にも悟られないように社会に溶け込んでおり、忍者名（コードネーム）を持っている。いくつかの部隊に分かれており、部隊名はオペレーターの名前の数字に由来する。基本的に数が小さいほど強い部隊となる。
血界（けっかい）
室町時代から続く忍者の一族が持つ特殊体質のこと。各一族で門外不出とされる忍者の切り札。
忍法勝負（にんぽうしょうぶ）
複数の忍者が一人になるまで殺しあう古来から続く忍者の決闘法。現代では忍者の訓練の一つ。

## 書誌情報
- たけぐし一本（原作）・みたらし三大（作画）『しのびごと』集英社〈ジャンプ・コミックス〉、既刊3巻（2025年6月4日現在）
  1. 「忍者の仕事」2025年1月4日発売[5][6]、ISBN 978-4-08-884401-5
  2. 「2人の楽しみ」2025年3月4日発売[7]、ISBN 978-4-08-884414-5
  3. 「あなたにお似合い」2025年6月4日発売[8]、ISBN 978-4-08-884556-2